# Hugo Chamberlain
Hugo Chamberlain Trejos (San José; 14 de noviembre de 1934-12 de noviembre de 2023) fue un tirador olímpico costarricense especialista en rifle que participó en los Juegos Olímpicos.

## Carrera

### Juegos Olímpicos
Su primera participación en los Juegos Olímpicos se dio en México 1968 donde terminó en la posición 57 entre 62 participantes en el evento de rifle 50 metros tres posiciones, y en la posición 66 entre 86 participantes en el evento de rifle mixto 50 metros prone.
Su segunda aparición fue en Múnich 1972 donde finalizó en la posición 56 entre 72 participantes en la modalidad de rifle 50 metros tres posiciones y en la posición 68 entre 103 participantes en la modalidad de rifle 50 metros prone.
Su última participación olímpica se dio en Montreal 1976 donde terminó en la posición 54 entre 57 participantes en el evento de rifle 50 metros tres posiciones, y en la posición 68 entre 78 participantes en el evento de rifle 50 metros prone.

### Otras competiciones
Participó en los Juegos Panamericanos en Cali 1971, México 1975 y San Juan 1979, además de cinco ediciones de los Juegos Deportivos Centroamericanos.